# Алек Вукадиновић
Александар Вукадиновић Алек (Милановац, Пећ, 13. септембар 1938 — Београд, 28. новембар 2024) био је српски песник.

## Биографија
Детињство је провео у Андријевици, једно време живео је у Пећи, до пресељења породице у Београд. Школовао се у Андријевици, Пећи и Београду, у којем je живeo од 1959. године. Био је председник Београдске секције писаца Удружења књижевника Србије (1982—1984).
Поред поезије, писао је и лирску прозу, чланке и есеје о књижевности. Једно време био је уредник часописа Удружења књижевника Србије Relations. На Трећем програму Радио Београда коментарисао је појаве у култури и уметности (1972—1979). Држао је курс креативног писања у Дому културе Студентски град у Београду.
Заступљен је у бројним антологијама српске поезије у земљи и свету и многим међународним енциклопедијама и лексиконима. Превођен на стране језике. Био је члан Српског ПЕН клуба и Удружења књижевника Србије.
У оквиру манифестације „Дучићеви дани“, 6. и 7. априла 2013. у Требињу одржан је дводневни научни скуп о песничком делу Алека Вукадиновића.
Преминуо је у Београду 2024. године.

## Дела

### Поезија
- Први делиријум, 1965.
- Кућа и гост, 1969.
- Трагом плена и коментари, 1973.
- Далеки укућани, 1979.
- Укрштени знаци, 1988.
- Ружа језика, 1992.
- Тамни там и беле басме, 1995.
- Божји геометар, 1999.
- Песнички атеље, 2005.
- Песнички атеље 2, 2017.
- У ватри се Бог одмара, 2018.

### Изабране песме
- Поноћна чаровања, 1981.
- Песме потоњег времена, 1990.
- Бајка, кућне слике, 1992.
- Ноћна трилогија (сабране песме из збирки: Ружа језика, Тамни тамтам и беле басме и Божји геометар), 2002.
- Песме, СКЗ, 2003.
- Песнички атеље, 2005.
- Књига прстенова, 2007.

### Преведене књиге
- Seleced Poems (избор песама на енглеском, превео Дејвид Хил), Милано, 1989.
- Dream and Shadow (избор песама на енглеском), Торонто, 2002.

### Поетска проза
- Душа сећања, 1989.

## Награде
- Награда „Милан Ракић”, за књигу Поноћна царовања, 1981.
- Дисова награда, 1992.
- Награда „Бранко Миљковић”, за књигу песама Ружа језика, 1992.
- Повеља Београдског универзитета, 1993.
- Награда „Радоје Домановић”, 1994.
- Награда првог Сајма књига православних земаља у Пећи, 1995.
- Нолитова награда, 1996.
- Змајева награда, за књигу Тамни там и беле басме, 1996.
- Награда „Станислав Винавер”, за књигу Тамни там и беле басме, 1996.
- Дучићева награда, за збирку Песме, 1999.
- Награда „Жичка хрисовуља”, 2000.
- Награда „Лаза Костић”, за књигу песама Ноћна трилогија, 2002.
- Награда „Драинац”, за књигу песама Ноћна трилогија, 2002.
- Награда „Кочићева књига”, 2003.
- Награда „Грачаничка повеља”, 2003.
- Награда „Заплањски Орфеј”, 2005.
- Награда „Десанка Максимовић”, 2006.
- Награда „Јефимијин вез”, 2006.
- Награда града Београда „Деспот Стефан Лазаревић”, 2017.
- Награда града Београда, 2018.
- Награда „Меша Селимовић”, за збирку песама У ватри се бог одмара, 2019.

## Песник о својој поезији
У целом свом боготражитељском искуству, у шта спада највећи део моје поезије, настојао сам да сугерирам одсуство и присуство Бога, на начин који је мени био одређен, задат и записан. А шта песнику и остаје да чини друго, у најоскуднијем часу Оскудног времена?